# Таква
Таква́ (араб. تقوى‎ —  богобоязненность, набожность‎) — в исламе: состояние, в котором правоверный мусульманин начинает понимать, что все его мысли, слова и поступки открыты взору Бога, богоосознание. Испытывать такву можно только перед Аллахом. Богобоязненного человека называют муттакином (араб. مُتَّقٍ‎). Одно из важных понятий в суфизме.

## Значение
Слово таква происходит от арабского корня викайа, что означает «тщательно защищаться» и «остерегаться». Поведение в русле иттика’ означает оценку ситуации с целью выработки наиболее благоприятного поведения для себя и своих близких. В религиозной литературе слово таква часто встречается для обозначения понятия «боязнь». В более широком смысле таква выражается в скрупулёзном выполнении предписаний шариата; в вере в единство Аллаха и отказ от неверия; в стремлении избегать греховных поступков, в стремлении совершать добрые деяния и т. д. Это понятие является источником достоинства, благочестия и всего ценного для человека. Следующий аят ясно об этом говорит: «Самый достойный среди вас перед Аллахом — это самый богобоязненный».
Эрик С. Охландер в своём труде Богобоязненность (таква) в Коране утверждает, что таква используется в Коране более 100 раз. Оксфордский словарь ислама утверждает, что слово таква и его производные упоминаются в Коране более чем 250 раз. «Утвердившись в таква, верующий обретает важную цель: угождать Всевидящему, Всезнающему Аллаху, от которого невозможно скрыть даже самые тайные, невысказанные мысли. Осознание Бога ведёт человека к более глубокому пониманию дара жизни и к желанию распорядиться этим даром как можно лучше». «Испытывать таква можно только перед Богом. А истинное превосходство людей друг перед другом, если и существует, то проявляется только в таква и добрых поступках».
Таква имеет следующие смыслы:
1. страх, стыд перед Аллахом;
2. умение ограждать свою речь и свои поступки и помыслы от всего греховного, сдержанность;
3. благоговение, то есть высшая степень смиренного почитания и преклонения перед Аллахом.

Согласно Тафсиру Ибн Касира, истинное значение таквы — избегать того, что кому-то не нравится. Сообщается, что Умар ибн аль-Хаттаб спросил Убайю ибн Кааба о такве. Убайя сказал:
— Тебе когда-нибудь приходилось идти по дороге, на которой были заросли колючек?
Умар ответил:
— Да.
— И что ты тогда сделал?
— Я засучил мои рукава и стал рубить.
Убайя сказал:
— Это и есть таква.
Абуль-Ала Маудуди (ум. 1979) определяет такву в качестве основного принципа исламского сознания Бога, вместе с братством, равенством и справедливостью, на которых установлено истинное исламское общество. Сайид Кутб (ум. 1966) в своём комментарии к Корану охарактеризовал такву с акцентом на политическую деятельность. Фазлур Рахман (ум. 1988) определил его как «возможно, самым важным понятием в Коране», так как внутреннее видение помогает людям преодолеть свои слабости.